# الأنصار (مسلسل 1986)
الأنصار هو مسلسل تليفزيوني تاريخي عُرض أول مرة في عام 1986، من بطولة صلاح ذو الفقار وشكري سرحان ونوال أبو الفتوح، ومن إخراج أحمد طنطاوي.

## الأحداث
تدور الاحداث خلال فترة البعثة المحمدية، والأنصار الذين ناصروا دعوة سيدنا محمد منذ ظهورها في شبه الجزيرة العربية.

## الشخصيات

### بطولة
- صلاح ذو الفقار
- شكري سرحان قام بدور الوليد بن المغيرة
- نوال أبو الفتوح
- كرم مطاوع
- كريمة مختار
- محمد الدفراوي قام بدور أبو الحكم بن هشام
- حسين الشربيني

### بالاشتراك مع
| - وفاء سالم - أسامة عباس - نادية عزت - أحمد خميس - عزيزة راشد - ناصر سيف - عادل المهيلمي - فايق عزب - حمزة الشيمي - أحمد خميس - فاروق يوسف - سامي سرحان - فاروق نجيب - أشرف طلبة - تغريد البشبيشي - رضا الجمال | - جلال عبد القادر - مصطفي الدمرداش - عليه حامد - مجدي صبحي - عثمان عبد المنعم - نادية فهمي - محمود العراقي - محمد نجاتي - طارق مندور - فوزية عزت - أحمد عبد الهادي - ثريا إبراهيم - يوسف حسين - محمود جليفون - فاطمة شوشة - نبوية السيد |